# Purushottam Das Tandon
Purushottam Das "Rajarshi" Tandon (Hindi पुरुषोत्तम दास टंडन; * 1. August 1882 in Allahabad, Nordwestprovinzen, Britisch-Indien; † 1. Juli 1962 in Allahabad, Uttar Pradesh, Indien) war ein indischer Politiker des Indischen Nationalkongresses (INC), dessen Präsident er 1950 war.

## Biografie

### Rechtsanwalt und Eintritt für die Unabhängigkeit
Der aus einer Familie der Mittelschicht stammende Tandon erhielt seine Primarausbildung zunächst zu Hause und begann nach dem Besuch des Muir Central College in Allahabad ein Studium der Rechtswissenschaft, das er 1904 abschloss. Ein daran anschließendes postgraduales Studium der Geschichte beendete er 1906 mit einem Master of Arts (M.A.) und nahm daraufhin eine Tätigkeit als Rechtsanwalt auf.
Zugleich engagierte er sich 1906 als Repräsentant für Allahabad auf im Komitee des INC, dem er bereits 1899 als Student als Mitglied beigetreten war. Tandon war außerdem Mitglied zahlreicher weiterer Organisationen und Institutionen wie der Hindi Sahitya Sammelan und der Rashtrabhasha Prachar Samiti. 1910 wurde er nicht nur Herausgeber von Abhyudaya, einer einflussreichen Tageszeitung in Hindi, sondern auch Chefsekretär des Hindi Sahitya Sammelan. 1923 wurde er auf der Mitgliederversammlung in Kanpur schließlich zum Präsidenten des Hindi Sahitya Sammelan gewählt und setzte sich als solcher für die Verbreitung des Hindi ein, wobei er selbst neben Urdu auch persisch sprach.
Am 13. April 1919 gehörte er als Mitglied des Komitees des INC zu den Mitorganisatoren der Demonstration für die Erreichung der Souveränität Indiens im Jallianwalla-Bagh-Park in Amritsar, die in dem von der British Indian Army und Gurkhas an Sikhs, Muslimen und Hindus verübten Massaker von Amritsar endete.
1921 wurde er wegen seiner aktiven Teilnahme an der von Mohandas Karamchand Gandhi propagierten Kampagne der Nichtkooperation festgenommen. Nach seiner Freilassung wurde er 1923 Präsident der Kongresspartei im Distrikt Gorakhpur und noch im gleich Jahr Präsident des Kongresses des INC in der Provinz Uttar Pradesh. 1930 wurde Tandon, der von Gandhi „Rajarshi“ genannt wurde, wegen seiner Teilnahme an der Zivilen Ungehorsamkeitsbewegung während des Salzmarsches erneut verhaftet.
Nach seiner Entlassung wurde er auf dem Parteitag 1931 in Karatschi zum Mitglied des Arbeitsausschusses der Kongresspartei und damit der engeren Führung des INC. Als Organisator von Bauernprotesten wurde er nach 1932 wiederum mehrmals inhaftiert, ehe er zwischen 1937 und 1948 Mitglied der Legislativversammlung von Uttar Pradesh war. Darüber hinaus übernahm er das Amt des Sprechers der Legislativversammlung. Dabei kam es zunächst zu einer Kontroverse, als er es ablehnte, sein Parteiamt wie üblich nach einer Wahl zum Parlamentssprecher niederzulegen. Als er anbot vom Amt des Sprechers zurückzutreten, falls er sich nicht unparteiisch verhalten sollte, gab es keine Einwendungen und seine Amtszeit als Parlamentssprecher wurde letztlich parteiübergreifend gewürdigt.
Während seiner gesamten Laufbahn in der Nationalbewegung trat er für die Rechte der unterdrückten Klassen ein. In einer von ihm verfassten Resolution auf dem 49. Parteitag der Kongresspartei 1936 in Lakhnau unterstrich er die Notwendigkeit aus dem INC eine Massenorganisation zu machen durch die Einbeziehung der gesamten Opposition gegen den britischen Imperialismus und durch die Entwicklung engerer Zusammenarbeit mit dem Volk. Wegen seines Engagements in der „Quit India“-Bewegung wurde Tandon 1942 zum mittlerweile siebten Mal verhaftet.
Aufgrund seines angegriffenen Gesundheitszustands wurde er frühzeitig aus der Haft entlassen und widmete sich im Anschluss der Neuorganisation der Kongresspartei.

### Aufstieg zum Präsidenten der Kongresspartei
1946 wurde er zum Mitglied der Verfassunggebenden Versammlung, die die Souveränität Indiens am 15. August 1947 vorbereitete.
Tandon war tief religiös, aber aufgrund seiner Anhängerschaft zum Radhasoami-Glaube frei von jeglichen einengenden und sektiererischen Vorurteilen. Er betonte dabei die essenzielle Einheit der Hindu-Islamischen Kultur trotz ihrer spürbaren Unterschiede. Die bestehenden Probleme zwischen Hindus und Moslems führte er auf die Divide-et-impera-Politik der britischen Kolonialverwaltung zurück. Die Teilung Indiens war für ihn nicht hinnehmbar und so äußerte er seinen Unmut über die Gründung der beiden Staaten Indien und Pakistan dadurch, dass er den Feierlichkeiten zum indischen Unabhängigkeitstag fernblieb.
Auf dem Parteitag des INC 1950 in Nashik wurde er zum Präsidenten der Kongresspartei gewählt. Vor dem Parteitag 1951 trat er von diesem Amt zurück, nachdem es zwischen ihm und Premierminister Jawaharlal Nehru zu Meinungsverschiedenheiten über die Zusammensetzung des Arbeitsausschusses sowie der Beziehungen zwischen dem parteiinternen Organisationsflügel und der Regierungsfraktion der Kongresspartei kam.
Bei den Wahlen 1952 wurde er zunächst zum Mitglied des Unterhauses (Lok Sabha) gewählt, ehe er 1956 Mitglied des Oberhauses (Rajya Sabha) wurde. Kurz darauf musste er aber 1956 dieses Mandat aus Gesundheitsgründen niederlegen und zog sich aus dem aktiven politischen Leben zurück.
Staatspräsident Rajendra Prasad würdigte ihn am 3. Oktober 1960 in einer öffentlichen Zeremonie. Schließlich wurde ihm 1961 der Bharat Ratna, der höchste zivile Verdienstorden Indiens verliehen.

## Politischer Standpunkt und Reden
Tandon nahm eine herausragende Rolle in der Geschichte Indiens ein und kann als ein direkter Nachfolger von Madan Mohan Malaviya und Lala Lajpat Rai angesehen werden, ohne allerdings deren durch deren Wirkungszeit bedingten sozialen Konservativismus. Seine politische Philosophie innerhalb der Kongresspartei war geprägt durch Vallabhbhai Patel. Sein Eintreten für das Erbe der antiken indischen Kultur führte jedoch zu dem vorherrschenden generellen Missverständnis gegenüber seinen Prinzipien und Vorstellungen. Sein unerschütterliches Eintreten für das Hindi machten ihn zum Ziel sprachwissenschaftlichen Chauvinismus. Allerdings rechtfertigen seine Reden, Schriften und seine Sorgen für den Ort regionaler Sprachen ihn als Persönlichkeit mit Weltoffenheit und Weitsicht.
Auf seiner Wahlrede beim Parteitag 1950 in Nashik führte er aus:

„Gemäß unserer Verfassung ist die Regierung unseres Landes säkular. Diese Erklärung unserer Position wurde notwendig aufgrund der Sicht, dass Pakistan, welches aus unserer alten Politik nach der Teilung heraus erklärtermaßen kommunal ist und seine Regierung auf die Religion des Islam begründet. Es (Indien) hängt nicht von irgendeinem religiösen Buch ab. Allen Bürgern wurden die gleichen Rechten unabhängig von Religion und Kaste gegeben. Ich betrachte dies als Beweis für die Weisheit und Weitsicht unseres Landes.“